# 井ノ口村 (高知県)
井ノ口村（いのくちむら）は、高知県安芸郡にあった村。現在の安芸市井ノ口甲・井ノ口乙にあたる。

## 地理
- 山岳：妙見山
- 河川：安芸川

## 歴史
- 1889年（明治22年）4月1日 - 町村制の施行により、近世以来の井ノ口村が単独で自治体を形成。
- 1954年（昭和29年）8月1日 - 安芸町・伊尾木村・川北村・東川村・畑山村・土居村・赤野村と合併して安芸市が発足。同日井ノ口村廃止。